# Lijst van schaatsrecords kleine vierkamp mannen (junioren)
Dit is een overzicht van de ontwikkeling van de schaatsrecords op de kleine vierkamp vrouwen (junioren).
De kleine vierkamp is een benaming voor een reeks van afstanden (500, 1500, 3000 en 5000 meter) binnen een aantal dagen, meestal een weekend. De tijden op deze afstanden worden omgerekend naar 500 meter en de som van deze tijden is het puntentotaal. De kleine vierkamp wordt door junioren mannen verreden tijdens kampioenschappen.

## Ontwikkeling wereldrecord kleine vierkamp
| Nr. | Naam               | Land             | Tijd    | Datum            | Baan                 |
| --- | ------------------ | ---------------- | ------- | ---------------- | -------------------- |
| 1.  | Yeong-Ha Lee       | Zuid-Korea       | 170,368 | 18 januari 1976  | Madonna di Campiglio |
| 2.  | Eric Heiden        | Verenigde Staten | 168,716 | 20 februari 1977 | Inzell               |
| 3.  | Eric Heiden        | Verenigde Staten | 166,584 | 5 februari 1978  | Montréal             |
| 4.  | Aleksandr Klimov   | Sovjet-Unie      | 164,583 | 24 maart 1983    | Medeo                |
| 5.  | Valeri Guk         | Sovjet-Unie      | 161,828 | 15 maart 1984    | Medeo                |
| 6.  | Falko Zandstra     | Nederland        | 159,753 | 17 februari 1991 | Heerenveen           |
| 7.  | Falko Zandstra     | Nederland        | 156,059 | 3 maart 1991     | Calgary              |
| 8.  | Choi Jae-bong      | Zuid-Korea       | 153,689 | 29 november 1998 | Calgary              |
| 9.  | Philippe Marois    | Canada           | 153,363 | 18 maart 2000    | Calgary              |
| 10. | Shingo Doi         | Japan            | 151,258 | 17 maart 2001    | Calgary              |
| 11. | Remco Olde Heuvel  | Nederland        | 150,454 | 22 maart 2002    | Calgary              |
| 12. | Remco Olde Heuvel  | Nederland        | 149,481 | 21 maart 2003    | Calgary              |
| 13. | Wouter Olde Heuvel | Nederland        | 148,614 | 11 maart 2005    | Calgary              |
| 14  | Berden de Vries    | Nederland        | 148,070 | 16 maart 2008    | Calgary              |